# Raphaël Coxie

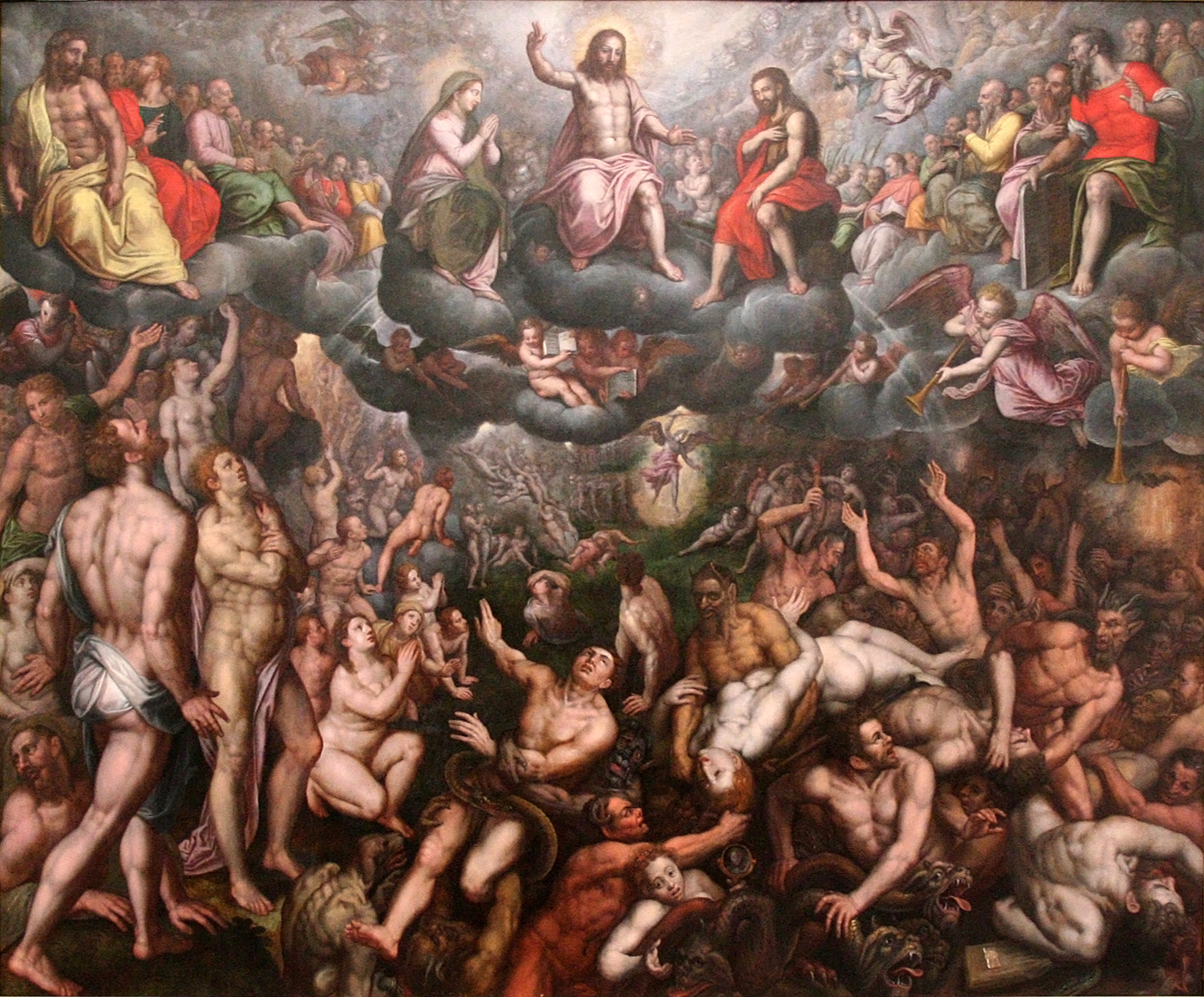
Le Jugement dernier
1589, Musée de Gand.

Raphaël Coxie, né à Malines en 1540 et mort à Bruxelles en 1616, est un peintre de la Renaissance maniériste flamande.

## Biographie
Les détails sur la vie et la carrière de l'artiste sont fragmentaires, et jusqu'au XIXe siècle, il a été confondu avec Michiel Coxie, dit le « Raphaël des Flandres ». Aujourd'hui, il est généralement admis qu'il est son fils aîné par sa première épouse Ida van Hasselt. Il est né probablement l'année du retour de son père d'Italie, et celui-ci déclara avoir un fils nommé Raphaël, en l'hommage au peintre italien. Sa sœur Anna, sculpteur, devint religieuse, et son frère Willem ainsi que son demi-frère Michiel Coxie le Jeune, étaient eux-mêmes peintres.
Formé par son père, il est devenu maître dans la guilde de Saint-Luc de Malines en 1562 et y résida jusqu'au début des années 1580. Sa première épouse, Jeanne van Bekercke a été enterrée à Malines en 1577 et il a ensuite épousé Élisabeth Cauthals également morte avant 1585. Il s'est installé à Anvers en 1581, et en 1585 est devenu maître dans la guilde locale de Saint-Luc. Il avait à ce moment épousé Anna Jonghelinck et un fils de leur union a été baptisé à Anvers le 20 janvier 1585.
Jardinier passionné, et ami du botaniste flamand Charles de L'Écluse, il lui envoya des dessins de fleurs pour illustrer ses publications scientifiques. Après la chute d'Anvers en 1585, la Confrérie de Notre-Dame lui commanda le retable de la Vierge pour l'autel de la cathédrale d'Anvers. Pour cette œuvre il a collaboré avec Hans Vredeman de Vries, responsable des éléments architectoniques de la composition.
Actif à Bruxelles à partir de 1586, il y est admis maître par la guilde en 1605. Entretemps, il a séjourné à Gand en 1588-1589, pour y réaliser le tableau du Jugement dernier commandé par les échevins de la ville, pour remplacer un panneau de Cornelis van der Goes disparu après la fureur iconoclaste de la Beeldenstorm. À la suite d'un désaccord sur ce que lui devaient les échevins, Raphaël Coxcie demanda l'arbitrage d'artistes reconnus. Maarten de Vos, Ambrosius II Francken (en), Gillis Mostaert et Bernaert de Rijckere ont été invités à évaluer la peinture et en ont fixé le montant à 1 400 florins. Ce tableau est aujourd'hui conservé au musée de Gand. Pendant son séjour à Gand, Coxie a également peint une Résurrection du Christ pour les moines de l'abbaye de Drongen. Il leur en a fait don, en remerciement de leur hospitalité.
À Bruxelles, Coxie a reçu une allocation annuelle de la ville, pour mettre ses talents à la disposition des fabricants de tapisseries.
Il est mentionné en 1597 comme ayant peint plusieurs portraits commandés par Philippe II d'Espagne, en collaboration avec Gilbert van Veen. Mais on ne sait pas s'il a été nommé peintre de cour pendant son séjour à Malines, ou après son installation à Bruxelles en 1586.
Il a été marié trois fois et a eu quatre enfants. Aucun d'eux n'est devenu peintre. Selon le biographe flamand Cornelis de Bie, Gaspard de Crayer a été son apprenti. Il peut également avoir formé son demi-frère Michiel II et son neveu Michiel III.

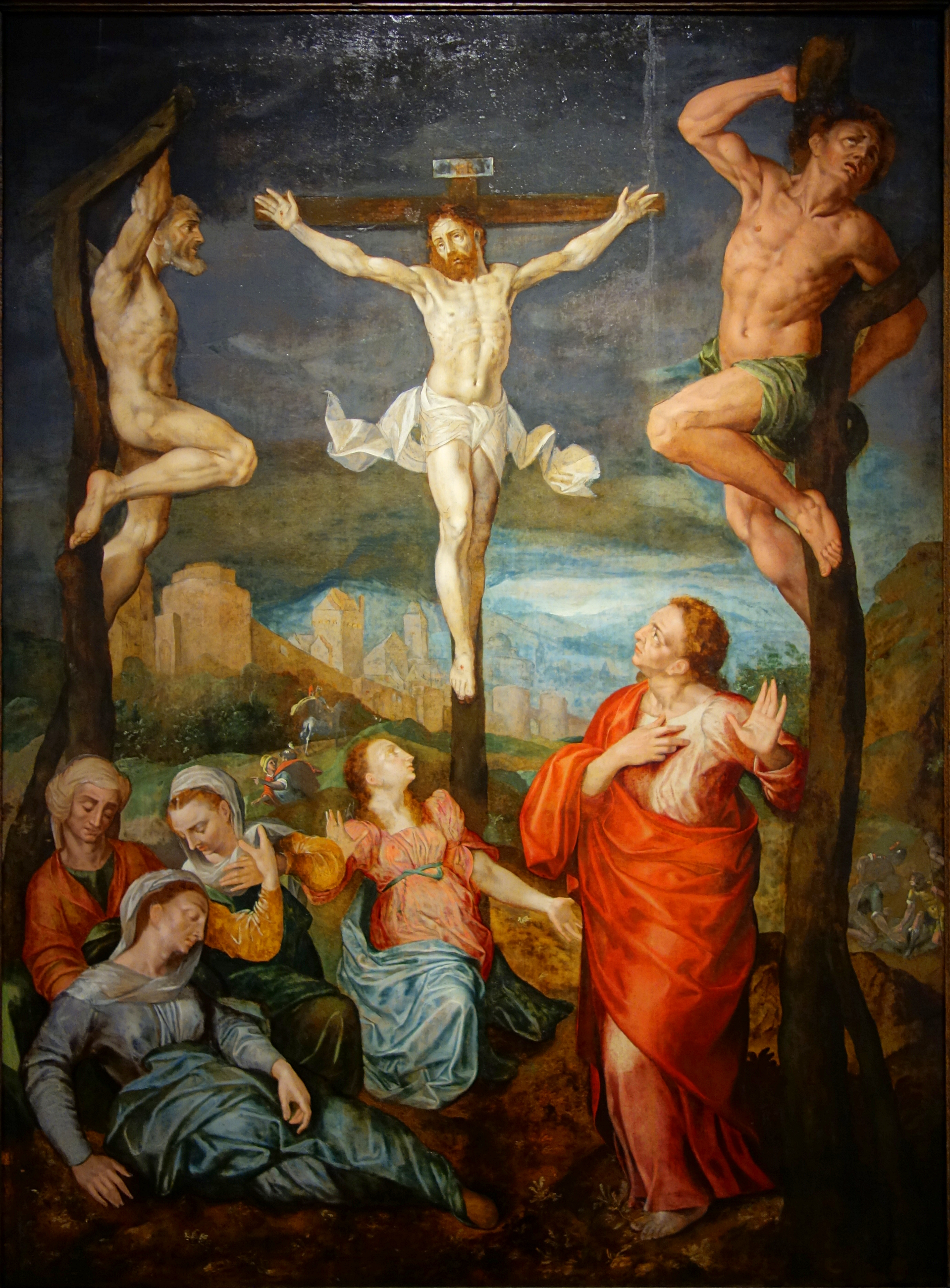
La Crucifixion
attribuée à Raphaël Coxie ou Gillis Mostaert I

## Œuvre
Ses œuvres sont peintes dans le style italianisant que son père a introduit en Flandre après son retour d'une période d'étude en Italie. Comme leurs styles sont proches, un certain nombre de ses œuvres ont dans le passé, été attribuées à son père. Il est resté fidèle à ce style alors même que le mouvement baroque émergeait.
Seules quelques peintures lui sont actuellement attribuées et parmi celles-ci aucun portrait, alors que l'on sait qu'il en accepté les commandes. Le seul travail qui peut lui être attribué avec certitude est le Jugement dernier qu'il a peint pour la ville de Gand. La composition est assez traditionnelle, les nus grandeur nature, en bas à gauche du panneau, rappellent Michel-Ange, tandis que la partie supérieure représentant le ciel, évoque le travail de Raphaël.
Le musée des Bons-Enfants à Maastricht conserve une Crucifixion qui a été provisoirement attribuée à Raphaël Coxie ou à Gillis Mostaert. Un tableau représentant le Repos pendant la fuite en Égypte lui a également été attribué. La Création d'Ève vendue par Bernaerts à Anvers le 30 mars 1998 a une composition probablement basée sur une gravure faite par Cornelis Cort après un traitement du même sujet par Taddeo Zuccaro.

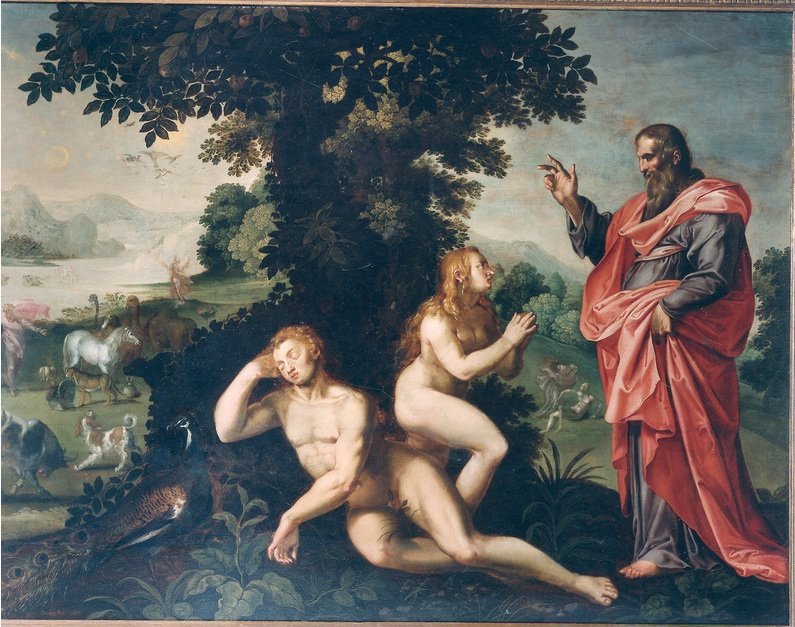
La Création d'Ève
vendue en 1998